# Emet (Türkei)
Emet ist eine Stadt und Hauptort des gleichnamigen Landkreis (İlçe) in der türkischen Provinz Kütahya. Die Stadt liegt etwa 65 Kilometer westlich der Provinzhauptstadt Kütahya. Die im Stadtlogo vorhandene Jahreszahl (1922) dürfte auf das Jahr der Ernennung zur Stadtgemeinde (Belediye) hinweisen.
Der Landkreis liegt im westlichen Zentrum der Provinz. Er grenzt im Südosten an den Kreis Gediz, im Süden an den Kreis Hisarcık, im Westen an den Kreis Simav, im Norden an den Kreis Tavşanlı und im Osten an den Kreis Çavdarhisar. Durch die Kreisstadt und den Landkreis verläuft die Fernstraße D 595, die von Simav nach Norden vorbei am İznik Gölü bis zum Golf von İzmit im Marmarameer führt. Westlich der Stadt fließt der Emet Çayı (auch Alıova Çayı), der weiter nördlich in den See Uluabat Gölü mündet. Westlich davon liegt das bis zu 2072 Meter hohe Gebirge Eğrigöz Dağı, östlich ein Teil des Karlık Dağı. Etwa drei Kilometer nördlich der Stadt befindet sich ein Abbaugebiet für Bor.
1970 wurde die Region von dem Erdbeben von Gediz betroffen.
Der Kreis (bzw. Kaza als Vorgänger) bestand schon bei Gründung der Türkischen Republik (1923) und konnte zur ersten Volkszählung 1927 auf eine Einwohnerschaft von 33.655 Einwohnern (in 88 Ortschaften auf 1490 km² Fläche) verweisen, der Verwaltungssitz Emède (damalige an das französisch angelehnte Schreibweise) brachte 277 Einwohner auf die Waage.
Ende 2020 bestand der Kreis neben der Kreisstadt (11.405 Einw.) aus 37 Dörfern (Köy) mit durchschnittlich 220 Bewohnern. Die Skala der Einwohnerzahlen reicht von 904 (Günlüce) herunter bis auf 5 (Kalfalar, das seit 2018 zugleich das kleinste Dorf der Provinz Kütahya ist). 15 Dörfer haben mehr als 200 Einwohner. Die Bevölkerungsdichte erreicht mit 20,5 nicht die Hälfte des Provinzdurchschnitts (von 49,6 Einw. je km²)
Im Jahre 2013 verloren Aydıncık, Çerte, Eğrigöz, Günlüce, Örencik und Yenice ihren Status als Belediye, sie wurden zum Dorf (Köy) zurückgestuft.

## Persönlichkeiten
- Gülten Dayıoğlu (* 1935), türkische Kinderbuchautorin
- Ali Fazıl Kasap (* 1965), Politiker (CHP), Parlamentsabgeordneter und Mediziner